# Emilio Caprile
Emilio Caprile   (Gènova, 30 de setembre de 1928 - Gènova, 5 de març de 2020) fou un futbolista italià de la dècada de 1950.
Fou 2 cops internacional amb la selecció de futbol d'Itàlia amb la qual participa al Mundial de 1950. També jugà amb la selecció d'Itàlia B.
Pel que fa a clubs, destacà a Genoa CFC i Juventus FC.